# مورگان شوستر
ویلیام مورگان شوستر سوم (انگلیسی: William Morgan Shuster III؛ ۲۳ فوریهٔ ۱۸۷۷ – ۲۶ مه ۱۹۶۰) اقتصاددان، حقوقدان، وکیل و ناشر و کارشناس مالی اهل ایالات متحده آمریکا که در سال ۱۹۱۱ برای اصلاح مالیه به‌عنوان خزانه‌دار کل به استخدام دولت ایران درآمد.
او در سال ۱۸۹۹ به تشکیلات گمرک کوبا پیوست. اما در سال ۱۹۰۱ استعفا داد تا به فیلیپین برود و به عنوان مسئول وصول حقوق گمرکی آن کشور در خدمت دولت آمریکا باشد. او در سال ۱۹۰۶ به عضویت هیئت عالی حاکم (آمریکایی) فیلیپین درآمد. در سال ۱۹۱۰، زمانی که وزیرمختار ایران در آمریکا از دولت آن کشور درخواست کرد که به‌منظور اصلاح امور مالی ایران، یک کارشناس مالی را برای استخدام در دولت ایران معرفی کند، شوستر با پیشنهاد ویلیام اچ. تفت، رئیس‌جمهور آمریکا (که شوستر در فیلیپین زیر نظر او خدمت می‌کرد) به دولت ایران معرفی شد. او در ۱۹۱۱ وارد ایران شد.
تعهد خدشه‌ناپذیر شوستر به انجام وظایفش باعث شد که سفارت‌خانه‌های روسیه و بریتانیا در ایران که منافع اقتصادی خود را در این کشور دنبال می‌کردند، نسبت به او بدبین و ناراضی شوند. او پس از اولتیماتوم روسیه به دولت ایران مبنی بر عزل او و تهدید نظامی آن کشور، ناچار شد مأموریتش را نیمه‌تمام رها کند و در ۱۹۱۲ (بهمن ۱۲۹۰) ایران را ترک کند.
او پس از بازگشت به آمریکا، از سال ۱۹۱۵ تا ۱۹۳۳ به عنوان مدیرعامل مؤسسه انتشاراتی قرن (Century Company) و از سال ۱۹۳۳ تا ۱۹۵۲ (که بازنشسته شد) به عنوان مدیرعامل شرکت Appleton-Century Crofts Inc در نیویورک مشغول به کار شد و در سال ۱۹۶۰ درگذشت.

## مأموریت در ایران

### اوضاع سیاسی و اجتماعی ایران پیش از ورود شوستر

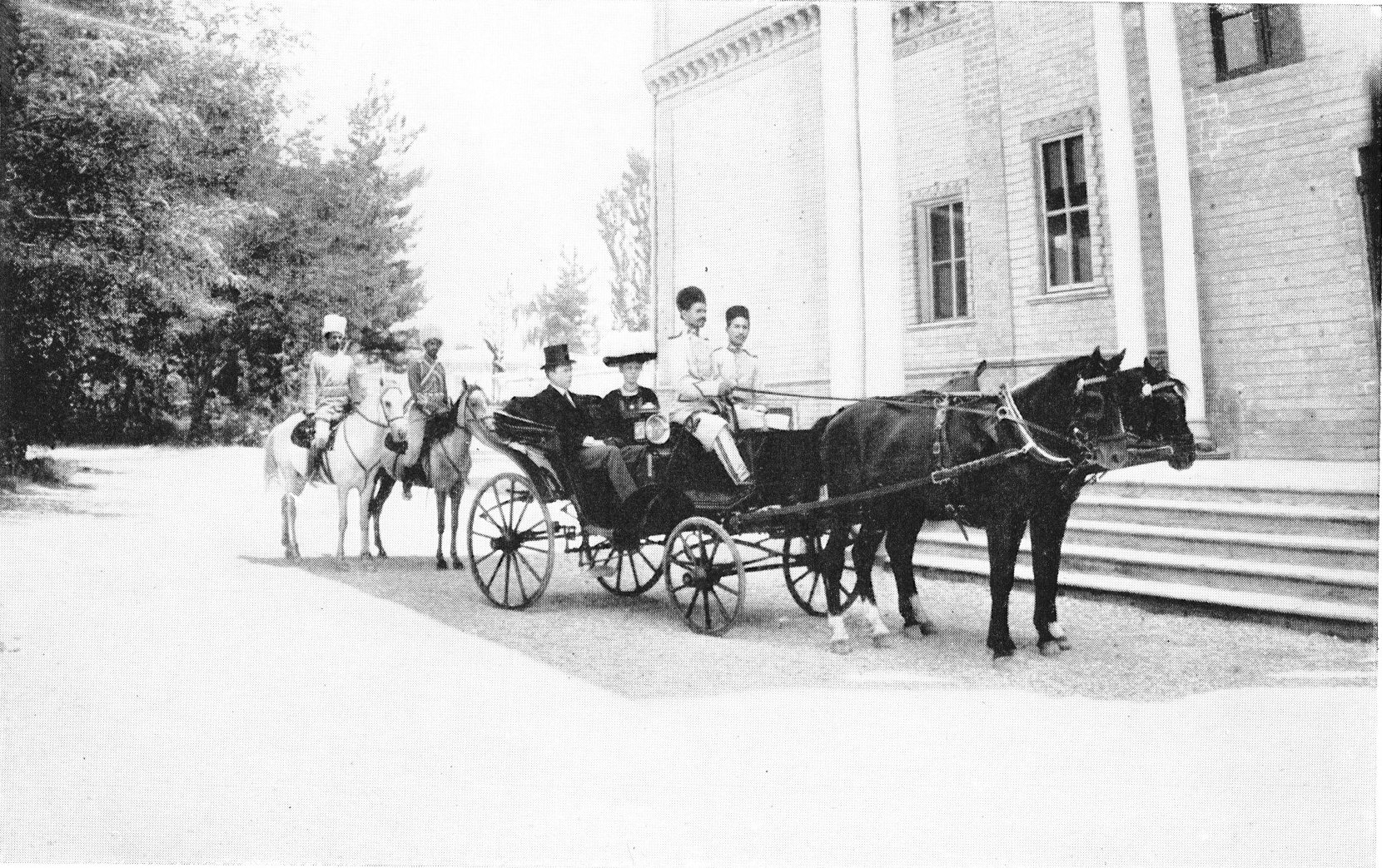
شوستر و همسرش در تهران

در سال‌های آغازین سده ۲۰ (میلادی)، دولت روسیه می‌کوشید قلمرو ش در شرق را بگسترد و در مقابل، دولت انگلستان که از خطر هم‌مرز شدن روسیه با هند آگاه بود، از گسترش نفوذ روسیه جلوگیری می‌کرد. با جدی شدن خطر آلمان در اروپا، هر دو کشور با میانجی‌گری فرانسه بر این شدند که دربارهٔ قلمروهای شرقی دست از دشمنی بردارند. آن‌ها در سال ۱۹۰۷ میلادی (۱۲۸۶ خورشیدی) در سن پترزبورگ عهدنامه‌ای را امضا کردند که به قرارداد ۱۹۰۷ آوازه یافت. به‌موجب این عهدنامه مناطق جنوب و شرق ایران به‌عنوان حوزه نفوذ انگلستان، مناطق شمالی به‌عنوان حوزه نفوذ روسیه و مناطق مرکزی به‌عنوان منطقه بی‌طرف تعیین شد. پس از اطلاع دولت ایران، این معاهده مورد مخالفت و اعتراض دولت و مردم این کشور قرار گرفت، اما مثمر ثمر واقع نشد. یکی از پیامدهای این معاهده این بود که روسیه توانست بدون هیچ مخالفتی از سوی دولت انگلستان، از محمدعلی شاه در مقابل مشروطه‌خواهان حمایت کند و آغاز دوران استبداد صغیر را رقم بزند.
با پایان دوران استبداد صغیر و پیروزی دوباره جنبش مشروطه در تیر ۱۲۸۸، محمدعلی شاه قاجار از سلطنت خلع و به روسیه پناهنده شد. فرزند او احمدشاه بر تخت نشست و از آنجا که هنوز به سن قانونی نرسیده‌بود، عضدالملک به عنوان نایب‌السلطنه معرفی شد. مجلس دوم شورای ملی در آبان ماه همان سال در بهارستان تشکیل شد و کابینه سپهدار از مجلس رأی اعتماد گرفت.

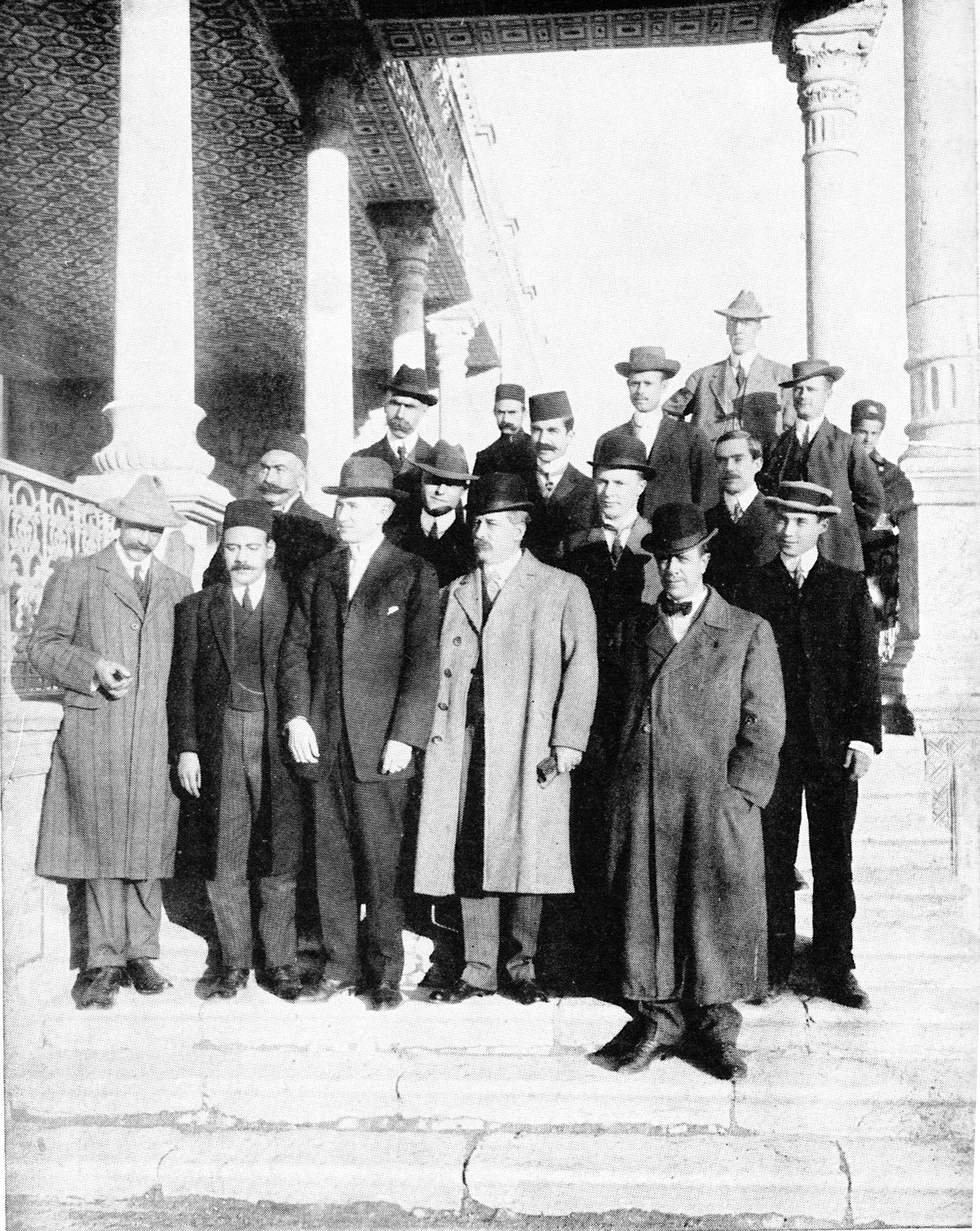
شوستر به همراه گروه همکارانش در کاخ اتابک

پس از پیروزی انقلاب مشروطه، تحول مهمی در روابط ایران و آمریکا روی می‌دهد، و در سال ۱۹۱۰ میلادی دولت ایران برای نخستین بار از دولت آمریکا درخواست اعزام یک هیئت مستشاری در امور اقتصادی و مالی می‌نماید. دولت آمریکا با این درخواست موافقت می‌کند و پس از تصویب لایحه استخدام مستشاران مذکور در مجلس شورای ملی هیاتی به ریاست مورگان شوستر عازم ایران می‌گردد.

### آغاز به کار
مورگان شوستر که به عنوان خزانه‌دار کل به استخدام دولت ایران درآمده بود، در اواسط ماه مه سال ۱۹۱۱ آغاز به کار کرد و به فاصله یک ماه با تصویب قانونی از طرف مجلس کلیه اختیارات امور مالی ایران را به دست گرفت. تسلط یک آمریکایی بر امور مالیه ایران با مخالفت شدید روسیه و انگلستان مواجه شد، ولی مورگان شوستر بی‌اعتنا به این مخالفت‌ها به کار خود ادامه می‌داد تا این که ماجرای شورش شعاع‌السلطنه برادر محمد علی شاه مخلوع برای اعاده وی به مقام سلطنت و اقدام دولت برای ضبط اموال او، بهانه‌ای به دست روس‌ها داد تا برای انفصال و اخراج مورگان شوستر از ایران، دولت ایران را تحت فشار قرار دهند. ماجرا از این قرار بود که شوستر پس از ابلاغ حکم دولت در بارهٔ توقیف و ضبط املاک شعاع‌السلطنه عده‌ای از مأموران ژاندارم خزانه را برای ضبط پارک شعاع السلطنه و اثاثیه گران‌بهای آن به پارک و عمارت مجلل نامبرده، واقع در نزدیکی پارک اتابک (محل کنونی سفارت روسیه) فرستاد و در آن جا با مقاومت قزاقان روسی و ایرانی که تحت فرمان افسران روسی بودند، مواجه می‌شود. شوستر در اجرای حکم دولت سرسختی نشان داد و روز بعد شمار بیش‌تری ژاندارم به پارک شعاع‌السلطنه فرستاد و به زور پارک را متصرف شد.

### خروج از ایران
پس از تصرف اموال شعاع‌السلطنه، دولت روسیه بلافاصله واکنش نشان داد و به این بهانه که شعاع‌السلطنه به بانک روس مقروض است و اموال وی تا تسویه حساب با بانک، باید در اختیار دولت روسیه باشد، به دولت ایران اولتیماتوم داد که فوراً پارک شعاع‌السلطنه از ژاندارم‌های خزانه تخلیه کند و معذرت رسمی از سفارت روسیه برای هتک حیثیت صاحب منصبان روسی به عمل آید. دولت ایران به این اولتیماتوم اعتناء نمی‌کند و در نتیجه روز نوزدهم نوامبر ۱۹۱۱ سفارت روس مأموری به وزارت خارجه ایران فرستاده، و اعلام می‌کند که در صورت خودداری از تخلیه پارک شعاع‌السلطنه و عذرخواهی رسمی از دولت روسیه، روابط دیپلماتیک روسیه با ایران قطع، و قشون به ایران اعزام خواهد شد. دولت ایران در مقابل این تهدید به دولت انگلیس متوسل می‌شود و سر ادواردگری وزیر خارجه وقت انگلستان در پاسخ تلگراف سر جرج بارگلی سفیر انگلستان، حق را به روس‌ها داده و می‌نویسد «به دولت ایران ابلاغ نمایید که در تمکین به تقاضاهای روس دفع وقت را جایز ندانند!»
دولت ایران در برابر این فشار چاره‌ای جز تسلیم نمی‌بیند و وثوق الدوله وزیر خارجه وقت ایران با لباس تمام رسمی به سفارت روسیه رفته، ضمن عرض معذرت، تصمیم دولت را به تخلیه پارک شعاع السلطنه از ژاندارمهای خزانه به اطلاع وزیرمختار روس می‌رساند؛ ولی روس‌ها دیگر به تخلیه پارک شعاع السلطنه و عذرخواهی رسمی دولت ایران قانع نمی‌شوند و وزیرمختار روس ضمن اعلام این مطلب که قشون روس به طرف ایران حرکت کرده، شرایط زیر را برای حل اختلاف ابلاغ می‌نماید:
1. انفصال مستر شوستر و همکاران او.
2. تعهد دولت ایران مبنی بر اینکه از این پس بدون رضایت سفرای روس و بریتانیا، مأموران اجنبی را برای خدمات خود انتخاب نکند
3. تأمین خسارت و هزینه لشکرکشی روسیه به ایران

وزیرمختار روس اولتیماتوم می‌دهد که اگر تا چهل و هشت ساعت دیگر دولت ایران این شرایط را نپذیرد، قشون روس از رشت به ولایات دیگر ایران اعزام خواهد شد، و پرداخت تمام هزینه‌های این لشکرکشی هم به‌عهده دولت ایران خواهد بود.
دولت اولتیماتوم روسیه را به اطلاع مجلس شورای ملی می‌رسانید و مجلس به اتفاق آراء آن را رد کرد، ولی رئیس و اعضای دولت که تهدید روس‌ها را جدی می‌دانستند، برخلاف قانون، مجلس را تعطیل کردند و اولتیماتوم روسیه را که انفصال و اخراج مورگان شوستر از ایران یکی از شرایط آن بود، پذیرفتند.
حکم انفصال مورگان شوستر از خزانه‌داری کل ایران، شب کریسمس سال ۱۹۱۱ به وی ابلاغ شد و شوستر در اوایل سال ۱۹۱۲ ایران را ترک گفت.
مورگان شوستر خاطرات مأموریت خود را در ایران در کتابی تحت عنوان اختناق ایران (The Strangling of Persia) به رشته تحریر درآورده است.
عارف قزوینی، شاعر ملی‌گرا و مشروطه خواه قطعه‌ای در این باره سرود:
| ننگ آن خانه که مهمان ز سر خوان برود     |  | جان نثارش کن و مگذار که مهمان برود |
| گر رود شوستر از ایران، رود ایران بر باد |  | ای جوانان مگذارید که ایران برود    |

شوستر پس از اینکه در بهمن ۱۲۹۰ ایران را ترک کرد به آمریکا بازگشت و در کتابی بنام اختناق ایران شرح مفصل این ماجرا و تجربه خود در ایران را نوشت.
او نوشت: 
فرار ایرانیان از پرداخت مالیات، برای آنان به صورت یک عادت درآمده‌است و مجبور ساختنشان به ترک این عادت آسان نخواهد بود و تا مسئله مالیات‌گیری دقیق در ایران حل نشود و در این مورد دقت لازم به عمل نیاید هیچ‌یک از مشکلات این کشور برطرف نخواهد شد. قدرت دولت‌ها از مالیات رونق می‌گیرد همان‌طور که در بررسی تاریخ ملل، اضمحلال زمامداری‌ها نیز با مالیات مرتبط بوده.
سه دهه بعد آرتور میلسپو (مستشار و مشاور مالیاتی) نیز همین مطالب را عنوان کرد.

### اشغال رشت، انزلی و تبریز
با وجود تبعیت دولت ایران از اولتیماتوم روسیه و اخراج شوستر از ایران، قوای قزاق روسیه وارد ایران شدند و سه شهر عمده در شمال و شمالغرب ایران را به اشغال خود در آوردند. این اشغال تا درگیریهای زمان جنگ جهانی اول و انقلاب بلشویکی روسیه ادامه یافت.

## آثار
شوستر پس از خروج از ایران خاطرات هشت ماه زندگی‌اش در ایران را با عنوان «اختناق ایران» منتشر کرد که امروزه از منابع دست اول سال‌های پس از مشروطه در ایران به‌شمار می‌رود. این کتاب با درآمد شوستر دربارهٔ وضع سیاسی ایران در سال‌های پیش از مشروطه تا ورود او به ایران آغاز می‌شود و سپس شوستر آنچه که بر خودش گذشته را نقل می‌کند.